# Spot Goes to Hollywood
Pour les articles homonymes, voir Spot.
Spot Goes to Hollywood est un jeu vidéo de plate-forme développé par Eurocom et édité par Virgin Interactive en 1995 sur Mega Drive. Une version remaniée a vu le jour en 1996 sur PlayStation et Saturn, du même éditeur mais développé par Burst.
Il s'agit de la suite de Cool Spot, sorti en 1993.

## Trame
Dans cette nouvelle aventure, le petit point rouge de 7 Up se retrouve prisonnier du projecteur de films d'une salle de cinéma, prétexte à une thématique abordant l'univers des genres cinématographiques.

## Système de jeu
La version 32 bits revoit les graphismes à la hausse ainsi que la bande-son, qualité 32 bits et support CD oblige. Cela permet notamment aux musiques reprenant les thèmes de la version 16 bits d'être plus percutantes, se rapprochant vraiment de la bande-originale d'un film.
Les graphismes sont un mélange de 3D et de 2D. Spot, les décors et éléments de décors sont en 3D, tandis que les ennemis sont en 2D. À noter qu'il s'agit de l'inverse pour la séquence d'intro, dans laquelle Spot est réalisé en 2D.
Le jeu est composé de trois parties dont les thèmes sont respectivement le film de pirates, le film d'aventure et le film d'épouvante.

Chaque partie est composée de cinq ou six niveaux dont deux « cachés », ainsi qu'un niveau bonus dont le thème est indépendant. Le déblocage des niveaux « cachés » impliquent la découverte d'un passage secret dans les autres niveaux conditionnant leur accès.
Les niveaux bonus empruntent respectivement leurs thèmes au western, au film de monstres (en l'occurrence Jurassic Park de Steven Spielberg) et à la science-fiction, et leur accès est conditionné par l'obtention des cinq étoiles à collecter sur chacun des niveaux des différentes parties.